# Spring over hest
Spring over hest er en øvelse i redskabsgymnastik.
Deltageren løber hurtigt hen mod "hesten" (på en tilløbsmåtte der er på 25 m), hvor han eller hun med hjælp fra en springplade sætter af med fødderne, slår an mod hesten som er 1,25 m høj og på 95 cm gange 120 cm i overflade (F.I.G. regler), og derefter lander på den anden side af hesten (på en eller flere måtter, som til sammen må være 20 cm tykke og bestå af måtter på 5 og 10 centimeters tykkelse) efter at have udført en eller flere akrobatiske vendinger i luften. I landingen er det tilladt at tage et skridt i springretningen, mens andre skridt trækker fra i karakteren.
Øvelsen bedømmes på en skala, hvor 20 point efter de nye regler er det højeste opnåelige.
- Wikimedia Commons har flere filer relateret til Spring over hest

 Der er for få eller ingen kildehenvisninger i denne artikel, hvilket er et problem. Du kan hjælpe ved at angive troværdige kilder til de påstande, som fremføres i artiklen.

| Sport | Spire Denne artikel om sport er en spire som bør udbygges. Du er velkommen til at hjælpe Wikipedia ved at udvide den. |